# Rameau occipital de l'artère auriculaire postérieure
Le rameau occipital de l'artère auriculaire postérieure est une artère systémique paire de la tête. Il vascularise la région occipitale située derrière l'oreille.

## Origine
Le rameau occipital nait de l'artère auriculaire postérieure au cours de son trajet entre le processus mastoïde et l'auricule.

## Trajet
Le rameau occipital de l'artère auriculaire postérieure passe en arrière et au-dessus de l'oreille, par-dessus le muscle sterno-cléido-mastoïdien jusqu'au cuir chevelu..
Il vascularise le muscle occipital et le cuir chevelu et s'anastomose avec des branches de l'artère occipitale.